# 库埃瓦斯德亚尔穆登
库埃瓦斯德亚尔穆登，是西班牙阿拉贡自治区特鲁埃尔省的一个市镇。总面积36平方公里，总人口104人（2001年），人口密度3人/平方公里。